# Harry Brown
Harry Peter McNab Brown, Jr. (Portland (Maine), 30 de abril de 1917 - Los Angeles, 2 de novembro de 1986) foi um poeta, romancista e roteirista estadunidense. Ele ganhou o Oscar de melhor roteiro adaptado em 1952 pelo filme Um Lugar ao Sol, estrelado por Elizabeth Taylor e Montgomery Clift. 
Brown escreveu ou co-escreveu outros roteiros de filmes como Arco do Triunfo, estrelado por Charles Boyer e Ingrid Bergman; Resistência Heróica; A Rainha Tirana com Bette Davis; O Dia D; Sangue Aventureiro; No Rastro da Bruxa Vermelha; Iwo Jima - O portal da glória; O Amanhã que não Virá; Fugitivo da Guilhotina e Onze Homens e Um Segredo.
Ele também trabalhou para as revistas Times e The New Yorker